# Хајдушамшон
Хајдушамшон (мађ. Hajdúsámson) град је у Мађарској. Хајдушамшон је један од важнијих градова у оквиру жупаније Хајду-Бихар.
Хајдушамшон је имао 12.846 становника према подацима из 2009. године.

## Географија
Град Хајдушамшон се налази у источном делу Мађарске. Од престонице Будимпеште град је удаљен око 240 километара источно. Град се налази у северном делу Панонске низије и заправо је предграђе Дебрецина. Надморска висина града је око 130 m.

## Становништво
По процени из 2017. у граду је живело 13.216 становника.
| 1990. | 2001.  | 2011.  | 2017.  |
| ----- | ------ | ------ | ------ |
| 7.734 | 10.611 | 13.128 | 13.216 |